# جان إيف بيرتلوت
جان إيف بيرتلوت (بالفرنسية: Jean-Yves Berteloot)‏
```
هو 
ممثل
 
فرنسي
، ولد في 27 أغسطس 1958 في 
فرنسا
.
[
2
]
```

## أعمال

### أفلام
- (2006) شيفرة دا فينشي[3]

## وصلات خارجية
- جان إيف بيرتلوت على موقع IMDb (الإنجليزية)
- جان إيف بيرتلوت على موقع ألو سيني (الفرنسية)
- جان إيف بيرتلوت على موقع أول موفي (الإنجليزية)
- جان إيف بيرتلوت على موقع قاعدة بيانات الأفلام السويدية (السويدية)
- جان إيف بيرتلوت على موقع قاعدة بيانات الفيلم (الإنجليزية)
- جان إيف بيرتلوت على موقع كينوبويسك (الروسية)